# Formica densiventris
Formica densiventris es una especie de hormiga del género Formica, familia Formicidae. Fue descrita científicamente por Viereck en 1903.
Se distribuye por Canadá, México, China, Polonia y los Estados Unidos. Se ha encontrado a elevaciones de hasta 3518 metros. Vive en microhábitats como rocas, piedras, nidos, madera muerta y forraje.